# USS Du Pont (DD-152)
USS Du Pont (DD–152) là một tàu khu trục thuộc lớp Wickes của Hải quân Hoa Kỳ trong giai đoạn Chiến tranh Thế giới thứ nhất, sau được cải biến thành tàu phụ trợ AG-80 vào giai đoạn cuối của Chiến tranh Thế giới thứ hai. Nó là chiếc tàu chiến thứ hai của Hải quân Hoa Kỳ được đặt tên theo Chuẩn đô đốc Samuel Francis Du Pont.

## Thiết kế và chế tạo
Du Pont được đặt lườn vào ngày 2 tháng 5 năm 1918 tại xưởng tàu của hãng William Cramp & Sons ở Philadelphia, Pennsylvania. Nó được hạ thủy vào ngày 22 tháng 10 năm 1918, được đỡ đầu bởi cô C. S. Du Pont, cháu gái ba đời của Đô đốc Du Pont, và được đưa ra hoạt động vào ngày 30 tháng 4 năm 1919 dưới quyền chỉ huy của Hạm trưởng, Trung tá Hải quân W. Baggaley.

## Lịch sử hoạt động

### Giữa hai cuộc thế chiến
Du Pont khởi hành từ Newport vào ngày 6 tháng 5 năm 1919 để tuần tra ngoài khơi quần đảo Azores trong chuyến bay lịch sử vượt Đại Tây Dương của thủy phi cơ Hải quân NC-4, rồi viếng thăm Brest, Pháp trước khi quay trở về New York vào ngày 15 tháng 6. Nó lên đường đi sang Địa Trung Hải vào ngày 10 tháng 7, và đến ngày 27 tháng 7 đã trình diện để hoạt động cùng Tư lệnh lực lượng Hải quân Hoa Kỳ châu Âu tại Constantinople, Thổ Nhĩ Kỳ. Nó làm nhiệm vụ chuyên chở thư tín và nhân sự trong hoạt động trợ giúp sau chiến tranh, đồng thời khảo sát tình hình tại Liban, Syria, Ai Cập, và Hy Lạp. Quay trở về New York vào ngày 21 tháng 7 năm 1920, nó được đưa về lực lượng dự bị với phân nửa biên chế nhân sự và hoạt động dọc theo bờ biển Đại Tây Dương cho đến khi được cho xuất biên chế tại Philadelphia vào ngày 19 tháng 4 năm 1922.
Được cho nhập biên chế trở lại vào ngày 1 tháng 5 năm 1930, Du Pont hoạt động dọc theo bờ Đông và vùng biển Caribe trong các hoạt động thực hành tập trận và các chuyến đi huấn luyện quân nhân dự bị. Từ ngày 13 tháng 3 đến ngày 29 tháng 3 năm 1931 nó hộ tống thiết giáp hạm Arizona, có Tổng thống H. C. Hoover trên tàu, cho chuyến viếng thăm Ponce, Puerto Rico, và St. Thomas, quần đảo Virgin, rồi quay trở lại hoạt động thực tập chiến thuật cùng hạm đội và thỉnh thoảng làm nhiệm vụ canh phòng máy bay. Từ ngày 9 tháng 1 đến ngày 22 tháng 10 năm 1932, Du Pont đi sang vùng bờ Tây. Nó quay trở về để gia nhập Hải đội Dự bị Luân phiên 19, hoạt động từ Boston, Massachusetts cho việc huấn luyện Hải quân Dự bị cho đến khi được tạm thời điều sang nhiệm vụ tuần tra ngoài khơi Cuba từ tháng 9 năm 1933 đến tháng 2 năm 1934.
Vào ngày 15 tháng 8 năm 1934, Du Pont quay lại biên chế đầy đủ. Nó rời Charleston, South Carolina ngày 15 tháng 9 để phục vụ nhưng tàu mục tiêu và canh phòng máy bay tại vùng biển Caribe, rồi đi đến San Diego vào ngày 9 tháng 11. Đặt căn cứ tại đây, nó phục vụ vào việc huấn luyện và phát triển chiến thuật cùng với hạm đội, đi đến vùng biển Alaska và Trân Châu Cảng trong một cuộc tập trận hạm đội từ ngày 29 tháng 4 đến ngày 10 tháng 6 năm 1935. Nó rời vùng bờ Tây vào ngày 27 tháng 4 năm 1936 cho đợt tập trận hạm đội hàng năm tổ chức tại vùng kênh đào Panama, rồi băng qua kênh đào Panama và đi đến Jacksonville, Florida vào ngày 7 tháng 6 để huấn luyện Hải quân Dự bị dọc theo vùng bờ Đông. Đi đến Xưởng hải quân Philadelphia vào ngày 29 tháng 9 năm 1936, Du Pont được cho xuất biên chế vào ngày 14 tháng 1 năm 1937.

### Thế Chiến II
Sau khi chiến tranh nổ ra tại châu Âu, Du Pont được cho nhập biên chế trở lại vào ngày 16 tháng 10 năm 1939 làm nhiệm vụ Tuần tra Trung lập. Nó tuần tra dọc theo vùng bờ Đông, huấn luyện quân nhân dự bị và trải qua nhiều giai đoạn huấn luyện cùng tàu ngầm ngoài khơi New London. Từ ngày 7 tháng 7 năm 1941 đến ngày 26 tháng 2 năm 1942, nó hộ tống năm đoàn tàu vận tải đi đến Argentia, Newfoundland và Iceland, tiếp tục nhiệm vụ hộ tống và tuần tra chống tàu ngầm tại Đại Tây Dương trải rộng lên phía Bắc đến tận Argentia và về phía Nam đến Caribe. Nó cứu vớt 30 người sống sót từ một tàu buôn bị trúng ngư lôi vào ngày 15 tháng 3 năm 1942. Từ ngày 8 tháng 5 năm 1942 đến ngày 19 tháng 1 năm 1943, nó bảo vệ các đoàn tàu vận tải đi từ New York và Norfork đến Key West và vịnh Guantánamo.
Sau khi được đại tu, Du Pont quay trở lại vùng biển Caribe hộ tống các đoàn tàu chở dầu đi lại giữa Aruba, Tây Ấn thuộc Hà Lan, và vịnh Guantánamo cho đến ngày 17 tháng 5 năm 1943 khi nó khởi hành từ Aruba đi Địa Trung Hải. Nó đi đến Algiers, Algérie vào ngày 1 tháng 6, và tiến vào Casablanca năm ngày sau đó. Chiếc tàu khu trục khởi hành vào ngày 9 tháng 6 đi New York, hộ tống chiếc tàu sân bay hộ tống Card, và đã cứu vớt bốn người từ máy bay bị bắn rơi trong các hoạt động tìm-diệt trên đường đi. Nó về đến New York ngày 6 tháng 7.
Từ ngày 17 tháng 7 đến ngày 12 tháng 9 năm 1943, Du Pont thực hiện hai chuyến đi đến Anh Quốc trong nhiệm vụ hộ tống vận tải. Vào ngày 25 tháng 9, nó khởi hành từ Norkfork cho một chuyến tuần tra chống tàu ngầm cùng một đội tìm-diệt tập trung chung quanh tàu sân bay Card. Vào ngày 6 tháng 10, nó tham gia lực lượng hộ tống cho tàu sân bay trong các cuộc thực tập ngoài khơi vịnh Casco và eo biển Long Island. Đội đã khởi hành từ Norkfork vào ngày 14 tháng 11 để hỗ trợ gần cho một đoàn tàu vận tải hướng đến Gibraltar. Trên đường quay trở về một máy bay của Bogue đã phát hiện và ném bom xuống chiếc tàu ngầm U-boat Đức U-172 đang nổi lên mặt nước vào ngày 12 tháng 12. Du Pont cùng với tàu khu trục George E. Badger tiếp tục tấn công, buộc chiếc tàu ngầm phải nổi lên mặt nước vào sáng ngày hôm sau. Các tàu khu trục nổ súng, và sau khi làm nổ tung tháp chỉ huy chiếc tàu ngầm, đã cứu vớt 46 người sống sót bao gồm hạm trưởng của U-172, khi chiếc tàu ngầm đắm ở tọa độ 26°19′B 29°58′T / 26,317°B 29,967°T. Du Pont được chia sẻ danh hiệu Đơn vị Tuyên dương Tổng thống trao tặng cho đội đặc nhiệm tìm diệt Bogue do chiến công nổi bật trong các hoạt động chống tàu ngầm.
Du Pont hộ tống một đoàn tàu vận tải đi Gibraltar và quay trở về Boston từ ngày 25 tháng 1 đến ngày 9 tháng 3 năm 1944, rồi quay trở lại nhiệm vụ hộ tống tại vùng biển Caribe. Nó rời Norfolk vào ngày 11 tháng 6 trong thành phần hộ tống cho chiếc Albemarle đi suốt chặng đường từ Casablanca đến Avonmouth, Anh Quốc, đến nơi vào ngày 28 tháng 6. Du Pont quay trở về Boston vào ngày 13 tháng 7, cùng với Albemarle vốn chuyên chở binh sĩ bị thương trong cuộc đổ bộ Normandy.
Sau khi được đại tu và huấn luyện ôn tập, Du Pont đi vào Xưởng hải quân Charleston vào ngày 16 tháng 9 năm 1944 để được cải biến thành một tàu phu trợ. Được xếp lại lớp với ký hiệu lườn AG-80 vào ngày 25 tháng 9 năm 1944, nó khởi hành từ Charleston vào ngày 9 tháng 10, và đi đến Key West hai ngày sau đó để hoạt động như một tàu mục tiêu huấn luyện cho Không đoàn 5 hạm đội. Nó cứu vớt hai phi công bị rơi vào ngày 24 tháng 11, và hai ngày sau đã chuyển vị bác sĩ của nó sang một tàu buôn Na Uy thực hiện điều trị cấp cứu. Nó tiếp tục phục vụ ngoài khơi Florida trợ giúp vào việc huấn luyện các đội bay hải quân cho đến ngày 1 tháng 4 năm 1946 khi nó đi đến Boston. Du Pont được cho ngừng hoạt động vào ngày 2 tháng 5 năm 1946 và bị bán để tháo dỡ vào ngày 12 tháng 3 năm 1947.

## Phần thưởng
Ngoài danh hiệu Đơn vị Tuyên dương Tổng thống dành cho Đội đặc nhiệm 21.13, Du Pont còn được tặng thưởng ba Ngôi sao Chiến trận do thành tích phục vụ trong Thế Chiến II.